# Personaggi di Great Teacher Onizuka

Alcuni personaggi della serie dall'episodio 27 dell'anime. Da sinistra a destra vi sono: Urumi Kanzaki, Yoshito Kikuchi, Eikichi Onizuka, Taadaki Kusano, Kunio Murai e Koji Fujiyoshi (tagliato).

Questa è una lista dei personaggi del manga e anime Great Teacher Onizuka.

## Principali

### Eikichi Onizuka
(tipica frase di Onizuka) 
Nato nel 1974, celibe, ex moto-teppista (Bōsōzoku) che aspira a diventare un insegnante, cintura nera di Kyokushin (secondo dan) e Taekwondo, insieme al suo amico Ryuji Danma è conosciuto in tutto il Giappone come "il duo Oni-Baku" cui talvolta si aggiungeva Toshiyuki Saejima. Ora è diventato professore del famoso istituto privato Kisshō (Seirin nell'anime), che è anche la sua residenza. Appassionato di videogiochi, Eikichi è un professore alquanto stravagante, sia nell'abbigliamento che nei metodi d'insegnamento. Egli infatti è appassionato di cosplay (e lo si vedrà spesso esercitare la sua professione vestito nei modi più disparati). È il responsabile della classe 3-4 (quarta sezione del terzo anno), famosa per aver indotto al licenziamento molti altri professori, ma della quale Eikichi riuscirà a conquistare la fiducia e la simpatia degli studenti; eternamente single, ma innamorato della sua collega Azusa Fuyutsuki, ama collezionare cassette porno e fotografie erotiche. È del segno del Leone, fuma nel manga delle Marlboro (si vedono chiaramente nella Lesson 62 del volume 8) e nell'anime delle Mild Seven Super Light (nell'episodio 23 si vede ne prende un pacchetto da un distributore automatico marchiato Lucky Strike e legge ad alta voce l'oroscopo). Il suo motto è "Voglio rimanere un semplice insegnante per tutta la vita!"
- Doppiatore giapponese: Wataru Takagi
- Doppiatore italiano: Massimo De Ambrosis
- Attore live-action 1998: Takashi Sorimachi
- Attore live-action 2012: Akira

### Azusa Fuyutsuki

Azusa nella nona copertina italiana del manga.

22 anni, è nata a Tokyo il 19 marzo 1974, collega di Onizuka e segretamente innamorata di lui. Al contrario del nostro eroe, Azusa è una professoressa modello, laureata in una delle migliori università di Tokyo (la Waseda), ligia alle regole e timorosa di ogni azione fuori dalle righe, ma anche lei spesso è coinvolta contro la sua volontà nelle scorribande del professor Onizuka. Ha anche una sorella minore, Makoto, di 17 anni (che appare solo nel manga), rappresentante del circolo investigativo del liceo che frequenta.
- Doppiatrice giapponese: Fumiko Orikasa
- Doppiatrice italiana: Rossella Acerbo
- Attrice live-action 1998: Nanako Matsushima
- Attrice live-action 2012: Miori Takimoto

### Classe 3-4

#### Urumi Kanzaki
Tokyo, 9 novembre 1984

Alunna della classe 3-4, è un genio con un Q.I. pari a 200, considerata dal Ministero dell'Istruzione Giapponese alla stregua di un "tesoro nazionale", tanto da esserle stato concesso il permesso di accedere a qualsiasi università del paese senza neppure l'obbligo di frequentare il liceo o sottoporsi ai difficili test di ammissione.
Urumi è una ragazza dall'aspetto singolare in confronto ai tratti fisici tipicamente giapponesi; ha un occhio azzurro ed uno castano e i capelli naturalmente biondi. Sa parlare 5 lingue, tra cui cinese e francese (che utilizza quando è arrabbiata per minacciare coloro che l'hanno infastidita), ed è molto più intelligente degli insegnanti stessi, tanto da essere riuscita sin dalle medie a sostenere con successo il difficile esame di ammissione all'università di Tokyo. Sebbene nel primo incontro con Onizuka venga affermato che la ragazza abbia 19 anni, più avanti nel manga viene invece rivelato che in realtà ha 15 anni; questa discrasia non è mai stata chiarita dall'autore, ma potrebbe semplicemente significare che Urumi, grazie alla sua prodigiosa intelligenza, agisca da minore emancipata.
È una delle studentesse più temute dell'Istituto Kisshō, a causa dei suoi scherzi subdoli ai limiti della crudeltà (lezioni terrorismo) e per i quali tuttavia non viene mai punita: da una parte perché non lascia mai prove, e dall'altra perché i dirigenti dell'Istituto la considerano una preziosissima risorsa per la reputazione della scuola e quindi spesso e volentieri rifiutano addirittura di prendere qualsiasi provvedimento nei confronti della ragazza. Dopo un iniziale scontro con Onizuka, Urumi capisce che lui non è uguale a tutti gli altri professori che lei odia. Quando quest'ultimo la aiuta a superare il suo cinismo, supererà il suo distacco dagli altri studenti e proverà per Eikichi un affetto che sfocerà in amore (anche se questo aspetto è più evidente nel manga che nell'anime).
Sua madre, una famosa agente di borsa ossessionata dalla carriera e dal denaro che appare solo nel manga, non voleva sposarsi, ma voleva comunque un figlio intelligente, così si fece fare l'inseminazione artificiale dopo aver pagato parecchi soldi il liquido seminale di una persona molto dotata, presumibilmente europea o americana, visti i peculiari capelli biondi e l'eterocromia della figlia. Sebbene avesse fortemente voluto la figlia e in fondo le voglia molto bene, Ms. Kanzaki si rivelò una madre abbastanza snaturata e distaccata delegando la crescita e l'educazione di Urumi a insegnanti privati, domestiche, ecc., senza mai occuparsi personalmente di lei. Ad un certo punto la donna arriverò a dire che deve avere successo nella vita, diversamente da lei, asserendo di averla fatta nascere per questo. Tale affermazione ferisce molto Urumi, sentendosi solo usata dalla madre per guadagnare più denaro e coprire le sue insoddisfazioni passate. Essendo cresciuta con tanta freddezza, si legò per questo alla maestra Fujimori, vedendo in lei la figura materna che non aveva in casa, ma quando quest'ultima, invidiosa del talento di una bambina delle elementari che già superava il suo livello di preparazione, per la rabbia urlerà in mezzo alla classe il suo segreto (anche se, essendo tutti bambini delle elementari, nessuno lo capì a fondo), che lei le aveva rivelato a causa della sua profonda fiducia. Questo evento, fu il motivo scatenante che creo in Kanzaki un odio smisurato per tutti gli insegnanti. Pochi giorni dopo, Urumi fece esplodere una bomba a scuola e iniziò a tormentare gli insegnanti con il suo personale terrorismo. Dopo questo, la maestra Fujimori, si continuò a tormentarsi per l'azione crudele compiuta in un momento di esasperazione, non riuscendo a perdonarsela e decidendo così di abbandonare la scuola.
Quando Miyabi e le sue due amiche incastrano Onizuka facendogli spendere i soldi per la gita scolastica, Urumi si arrabbia (precedentemente le due avevano avuto una discussione a proposito della quale Miyabi era stata avvertita da Urumi stessa di non farla arrabbiare, altrimenti se ne sarebbe pentita) e, con l'inganno, le fa andare in una suite d'albergo, facendole telefonare da una delle ragazze che le hanno aiutate a incastrare Onizuka (sotto minaccia della stessa Urumi di rivelare il suo coinvolgimento nella truffa), avvertendole che ci sarebbe stata una festa per il licenziamento del professore. Quando le ragazze entrano, però, vengono chiuse dentro e trovano solo un gruppo di uomini, con maschere sul viso. I banditi cercano subito di approfittare della situazione, ma Miyabi e le amiche si chiudono a chiave nel bagno. Urumi, a quel punto, telefona a loro e le avvisa di aver venduto le loro teste ai banditi per un totale di 10 milioni di yen, in più la cifra necessaria ad Onizuka per portare in gita a Okinawa gli studenti, aggiungendo che essendo state loro a incastrare l'insegnante, sarebbe stato loro dovere rimediare dandogli i soldi in quel modo. Onizuka viene avvisato da Kikuchi e, con un rocambolesco volo attaccato ad una fune di un dirigibile, entra nella stanza dalla finestra proprio quando i banditi stanno cercando di chiamare le famiglie delle ragazze. Onizuka, però, non interviene e dice a Miyabi che deve supplicarlo di aiutarle, perché sono state loro a incastrarlo e quindi il fatto che lui debba salvarle solo in quanto insegnante sarebbe troppo comodo, visto che è pur sempre un essere umano e aiutare chi lo odia e gli ha rovinato la carriera non è certo naturale. Miyabi, sentendosi umiliata, alla fine chiede aiuto e Onizuka salva le ragazze. Nel manga, invece, la situazione è simile solo che al posto dei banditi ci sono dei vecchi depravati e non si trattava di un'estorsione, ma di una situazione sessuale. Urumi telefona a loro e le avvisa di aver venduto la loro verginità ai vecchi per 8 milioni di yen, la cifra necessaria ad Onizuka per portare in gita a Okinawa gli studenti, aggiungendo che essendo state loro a incastrare l'insegnante, sarebbe stato loro dovere rimediare dandogli i soldi in quel modo (Urumi spiega a Miyabi che i vecchi erano stati avvisati che le ragazze avrebbero finto di essere terrorizzate e inconsapevoli e che si sarebbero fatte violentare, in questo modo non avrebbero capito che le ragazze, oltre ad essere quattordicenni, facessero sul serio riguardo al loro terrore). Alla fine, comunque, Urumi si sentirà sollevata che Onizuka abbia impedito tutto questo, comprendendo di aver esagerato. Andando in gita sulle isole dell'Hokaido, Urumi viene inserita da Onizuka a dormire in una camera con tre ragazzi nerd amanti di Gundam.  Urumi ascoltando la loro conversazione di mecha, cade in confusione non riuscendo a capire di cosa essi parlano, andando nel panico più totale. Il giorno dopo per vendetta mette un serpente nel costume di Onizuka, esclamando di avere avuto per tutta la notte incubi rincorenti di Gundam.
Quando Miyabi rivela a tutta la scuola il suo segreto, Urumi, avendo perso l'unico posto che la rendeva felice, minaccia Miyabi dicendo che entro 69 ore, su un sito apposito, sarebbero comparse le immagini di Miyabi in camera sua e nel bagno (Urumi aveva nascosto da tempo in casa della ragazza delle videocamere nascoste), mostrando a tutto il mondo ogni aspetto della sua vita. Subito dopo scompare e si reca in una zona sciistica al chiuso di nascosto, per poter morire assiderata (Miyabi, invece, ingerirà troppi sonniferi tentando il suicidio). Fujiyoshi sfonda la porta della camera di Miyabi e la porta in ospedale, mentre Onizuka, fregandosene della sua carriera che sta per essere stroncata, corre come un pazzo in moto per la strada, con Yoshikawa dietro di lui, per salvare Urumi. Urumi viene trovata sotto la neve artificiale e Onizuka la fa portare via in ambulanza, chiudendosi in un sacco a pelo con lei dietro e abbracciandola mentre entrambi sono praticamente nudi, in modo da poterla riscaldare velocemente e cercare di tenerla in vita fino all'arrivo in ospedale. Alla fine entrambe le ragazze sono salve (e il sito creato da Urumi era solo un bluff, contenente solamente una foto di lei, Miyabi e Tomoko insieme da bambine, dimostrando che, nonostante quel che le aveva fatto, considerava Miyabi era ancora un'amica). Il suo carattere, da quando si innamora di Onizuka, diventa molto altalenante, infatti non esita a fare male a Onizuka non appena sbircia un'altra donna, ma quando è da sola dimostra molto affetto nei suoi confronti. Si dice molto dispiaciuta di essere solo una ragazzina, perché le sarebbe piaciuto essere anche solo pochi anni più grande, in modo da poter stare insieme a lui seriamente come una coppia, cerca anche di baciarlo, ma lui la rifiuta prendendo a testate la parete di una delle cabine di una ruota panoramica. Quando pensa che Onizuka sia morto si taglia le vene cercando di suicidarsi, pur di non vivere senza di lui, fortunatamente lo fa in una stanza d'ospedale quindi viene subito fermata e medicata.
- Doppiatrice giapponese: Kotono Mitsuishi
- Doppiatrice italiana: Domitilla D'Amico

#### Tomoko "Tontako/Toroko" Nomura
Tokyo, 25 settembre 1985

Alunna della classe 3-4, molto prosperosa (porta una sesta di reggiseno a soli 14 anni) è la figlia mediana di una coppia di proprietari di un ristorante di ramen, ed ha una sorella maggiore e un fratello minore; è una ragazza semplice, dolce e sensibile, tuttavia è molto goffa e impacciata, tanto da essere considerata un po' stupida dai suoi compagni di classe e dagli stessi familiari, e per questo viene soprannominata dai compagni Tontako (Toroko nella versione originale) ed emarginata fin dalle elementari. Inizialmente cerca di aiutare Miyabi, verso la quale prova una sorta di venerazione, considerandola la sua unica amica assieme a Urumi Kanzaki, ad incastrare Onizuka facendo credere di essere molestata sessualmente dal giovane professore, ma a causa della sua goffaggine coinvolge erroneamente Fukoroda e il piano di Miyabi fallisce miseramente, facendo infuriare quest'ultima e portandola a tagliare i ponti con Tomoko. La tristezza della ragazza, che vorrebbe solamente essere accettata dagli altri e avere dei veri amici, viene percepita immediatamente da Onizuka, il quale intuendone le potenzialità s'impegna ad aiutarla a sfondare nel mondo dello spettacolo, permettendole di venire scoperta da Ichiro Okinoshima il quale, con l'aiuto di Onizuka e dell'equivoco talent scout Munataka, riuscirà ad avviarla alla carriera di idol famosa in tutto il Giappone. Nel corso della storia alla fine riuscirà finalmente a riallacciare i rapporti anche con Miyabi.
- Doppiatrice giapponese: Ayako Kawasumi
- Doppiatrice italiana: Perla Liberatori
- Attrice live action 1998: Miki Kuroda

#### Miyabi Aizawa
Tokyo, 1º novembre 1985

Alunna della classe 3-4, almeno inizialmente è una delle principali antagoniste di Onizuka nella prima parte del manga, e per la maggior parte dell'anime, oltre che una delle maggiori istigatrici della guerra della quarta sezione contro gli insegnanti. Figlia di un ricco uomo d'affari e di una casalinga, ha un rapporto molto disfunzionale con i genitori: sa infatti che sua madre e suo padre, dietro le apparenze di una famiglia felice, non si amano più e si tradiscono a vicenda, e la ragazza è disgustata dell'ipocrisia tra le mura domestiche, credendo che in realtà i genitori non le vogliano realmente bene. Da bambina era molto amica di Urumi Kanzaki e Tomoko Nomura, ma con il tempo si sono allontanate.
Come si viene a scoprire nel corso del manga, Miyabi è la causa dell'odio degli studenti della quarta sezione contro gli insegnanti: infatti all'inizio della seconda media, si era infatuata del Professor Ogi, predecessore di Onizuka nel ruolo di responsabile della quarta sezione, il quale con i propri atteggiamenti paterni nei suoi le appariva a Miyabi come un'ancora di salvezza dalla sua disastrata situazione familiare. Quando Ogi, ingenuamente non avendo compreso i veri sentimenti della ragazza, le presentò la sua fidanzata, Maho Sumida, Miyabi sentendosi tradita, divenne pazza di gelosia e si dichiarò al Professor Ogi tentando di spogliarsi davanti a lui e offrendogli il suo corpo; Ogi tuttavia la respinse bruscamente, dicendole di non aver mai pensato a lei in quel modo, ma di averla sempre vista solamente come una sua alunna. Sentendosi tradita e umiliata, Miyabi decise di vendicarsi di Ogi, scattandosi delle foto con i vestiti strappati e diffondendole anonimamente per l'Istituto Kisshō con un messaggio nel quale sosteneva che il Professore l'avesse sessualmente molestata. Tuttavia le cose presero una piega da lei non prevista: furioso per la presunta violenza contro Miyabi, il suo compagno Takumi Ishida aggredì il Professor Ogi con una mazza da baseball, picchiandolo duramente e venendo per questo espulso, mentre il professore, non volendo rovinare la vita di Miyabi denunciando le sue calunnie, preferì passare per colpevole e abbandonare l'Istituto Kisshō. 
Non avendo il coraggio di ammettere le sue menzogne e divorata dai sensi di colpa, Miyabi si trovò dunque imprigionata in un ruolo che non le apparteneva, diventando la principale istigatrice dell'odio che i suoi compagni provano contro i professori. Sebbene nel corso della storia sia inizialmente la più irriducibile avversaria di Onizuka, scagliando contro il professore Urumi e Mayu, lentamente il giovane professore, con i suoi metodi poco ortodossi, conquisterà anche la sua fiducia: dapprima convincendola a riallacciare i rapporti con i suoi amici che aveva allontanato, poi aiutandola a ristabilire la serenità familiare degli Aizawa; Onizuka infatti, fingendo con l'aiuto dei suoi studenti il sequestro di Miyabi, riuscirà a distruggere l'ipocrisia che ammantava la famiglia della ragazza, dimostrandole che in realtà i genitori tenevano a lei (il padre lo dimostra a tal punto da essere pronto a suicidarsi se la sua morte servisse a salvare Miyabi) e che in fondo si amano ancora.
Miyabi prova un orribile disgusto per se stessa e quando tutta la scuola scoprirà la ragione (quella falsa) per cui la quarta sezione del secondo anno iniziò ad odiare i professori, lei deciderà di uccidersi. Arrivata sul tetto della scuola e pronta a buttarsi, viene raggiunta da Fujiyoshi prima e da tutti gli altri dopo, compreso Onizuka. Miyabi, spinta dal professore, rivela a tutti la verità, dicendo di aver spinto all'odio i suoi compagni di classe e di aver rovinato la vita di un uomo onesto solo per la sua stupida gelosia infantile. Onizuka le impedisce di buttarsi e le fa capire che tutti i suoi compagni, in realtà, si sentono responsabili delle proprie azioni, avendo, col tempo, iniziato ad incolpare gli insegnanti di tutti i loro problemi personali, usandoli come scusa. Onizuka, inoltre, le dice che il suicidio non è la soluzione di un problema, ma solo fuggire da esso, e le spiega che farebbe molto più del male ai suoi amici se si uccidesse, perché distruggerebbe la loro vita se vedessero una loro amica morire davanti ai loro occhi. Miyabi, così, capisce di dover vivere e tornare la ragazza gentile di prima, gettando la maschera di dura crudeltà che tanto la disgustava e che non sapeva più come togliersi. Il suo vecchio amico Takumi, arrivato da Okinawa, dove era stato spedito in riformatorio, confessa all'amica che Ogi, prima che i due venissero cacciati, aveva raccontato tutto al ragazzo, ma che non era riuscito in tempo a dirglielo. Inoltre lo stesso Ogi, parlando con Onizuka, viene brutalmente picchiato dallo stesso, avendo detto in maniera sarcastica all'uomo, che sarebbe stato meglio se lui e Miyabi si fossero messi insieme senza passare per insegnante e studentessa fin dall'inizio, e che così facendo, niente di tutto ciò sarebbe accaduto. Per sbaglio, però, urtando Onizuka, Miyabi cade dal tetto e urla al professore di aiutarla, questi si butta e la afferra, mentre il vicedirettore Uchiyamada sacrifica la sua amata Cresta mettendola sotto i due, salvando la loro vita. In seguito l'auto esplode e Onizuka, il vicedirettore e Miyabi vengono ricoverati in ospedale, ma in buone condizioni. Miyabi, a quel punto, decide di doversi scusare con Onizuka e ringraziarlo per tutto ciò che aveva fatto per lei, tornando buona come prima. 
Nell'anime la storia di Miyabi viene invece modificata in maniera sostanziale: a innamorarsi del professor Ogi (che nell'anime viene chiamato Noboru Saito) fu una sua amica la quale, dopo esser stata abbandonata dall'uomo e scoperto di essere incinta, si suicidò, provocando l'odio di Aizawa verso gli adulti e i professori. Lei, inizialmente, non odia i professori prima del suicidio della ragazza, quando scopre della sua morte, va dal professore in questione con l'intento di ucciderlo, ma quest'ultimo la anticiperà togliendole di mano il coltello e tentando il suicidio dopo aver scoperto del bambino e del suicidio della studentessa, alla fine andrà in coma e si riprenderà. In realtà, infatti, lui non voleva lasciare l'amica di Miyabi, perché l'amava davvero e voleva attendere che lei finisse gli studi per poter stare insieme, fu costretto a lasciarla senza spiegazioni dai membri a capo della pubblica istruzione del paese, che quando scoprirono la loro relazione, lo minacciarono per farla lasciare. Tali membri verranno insultati apertamente sia da Uchiyamada, che difenderà gli studenti, sia da Onizuka, che ha difeso Miyabi picchiando uno di loro, sia dalla direttrice Sakurai che li apostrofa come i veri assassini della studentessa. Al termine di questo evento, colpita da Onizuka che l'ha difesa, gli chiederà scusa e passerà dalla sua parte.
- Doppiatrice giapponese: Junko Noda
- Doppiatrice italiana: Eleonora De Angelis
- Attrice live action 1998: Aimi Nakamura
- Attrice live action 2012: Haruna Kawaguchi

#### Anko Uehara
Tokyo, 4 dicembre 1985

Alunna della classe 3-4, una ragazza ribelle molto amica di Aizawa, anche lei cercherà di far licenziare Onizuka invano; Uehara è inoltre ossessionata da un suo compagno di classe, Noboru Yoshikawa, che detesta, tanto da molestarlo crudelmente insieme alle sue amiche, ma poi si scoprirà effettivamente innamorata di lui. Solo nel manga, è un'accanita fumatrice e inizierà a trattare bene Yoshikawa, sperando che il ragazzo possa ricambiare il suo amore, nonostante tutto quel che gli aveva fatto. I due iniziano ad uscire e scoprono di divertirsi molto insieme, ma non viene fatta chiarezza sulla loro situazione, lasciando tutto all'immaginazione del lettore. Sua madre è la presidentessa della PTA (Parent Teacher Associations) e, finché non lo scoprirà per mezzo di Yoshikawa e Kikuchi, pensa che sua figlia sia brava e onesta. Attraverso dei suoi confusi flashback, sembra che il suo modo contorto di odiare Noboru sia dovuto al fatto che suo fratello maggiore, a quanto pare fisicamente simile a Yoshikawa, veniva spesso insultato e colpito da suo padre a causa dei risultati scolastici pessimi e che quest'ultimo si sfogasse maltrattando la sorella, ad esempio distruggendole i giocattoli, facendola piangere.
- Doppiatrice giapponese: Akemi Okamura
- Doppiatrice italiana: Emanuela D'Amico

#### Noboru Yoshikawa
Tokyo, 23 marzo 1985

Alunno della classe 3-4 e quindi compagno di Uehara, da cui subisce ogni tipo di angheria senza mai ribellarsi a causa del suo fisico gracile, finché non interviene Onizuka. È il tipico otaku giapponese, schivo, riservato, senza amici e appassionato per i videogiochi di ruolo, è il primo ad affezionarsi ad Onizuka e ad intuire il vero modo di essere del suo professore. Impara gradualmente a difendersi a modo suo quando viene preso di mira. Alla fine della serie probabilmente intuisce che Uehara si è innamorata di lui ma il seguito delle sue vicende amorose deve essere dedotto dal lettore.
- Doppiatore giapponese: Kōsuke Okano
- Doppiatore italiano: Marco Vivio
- Attore live action 1998: Shun Oguri

#### Kunio Murai
Tokyo, 19 febbraio 1985

Ragazzo ribelle come del resto tutti quelli della sua classe, molto attaccato alla giovane ed affascinante mamma (single di 27 anni, rimase incinta a 12 anni e partorì a 13 suo figlio, due anni dopo lei e il padre si lasciarono e dovette lasciare la scuola alle medie per lavorare e occuparsi del figlio), che cerca di difendere dalle grinfie di Onizuka (divertente il fatto che la madre si chiami Julia, come l'amata di Kenshiro, che Onizuka imiterà su un ponte disegnandosi le stelle sul petto e picchiando dei teppisti, dichiarando di voler salvare Julia). Anche se all'inizio è molto diffidente nei confronti di Onizuka, col passare del tempo ne diventerà un grande amico, e con il suo gruppo eviterà ad Onizuka più di una volta l'espulsione dall'istituto. Il suo passaggio, con i due amici, dalla parte del professore porta tutta la classe, con l'eccezione di Miyabi e le sue due amiche (oltre ad Anko e le altre, ma queste non possono agire contro Onizuka perché la madre di Anko gli ha dato pieni poteri di gestione su di lei). Solo nel manga, è un fumatore.
- Doppiatore giapponese: Tomokazu Seki
- Doppiatore italiano: Corrado Conforti
- Attore live action 1998: Hiroyuki Ikeuchi
- Attore live action 2012: Shintarō Morimoto

#### Yoshito Kikuchi
Tokyo, 26 marzo 1985

Genio della classe 3-4, esperto di computer grafica e dal Q.I. pari a 180; abilissimo anche nei combattimenti (pratica arti marziali ma questo viene svelato solo nel manga), è un ragazzo molto serio e impostato. All'inizio della serie è uno dei più ostici ad Onizuka, mettendolo in crisi con fotomontaggi compromettenti, ma poi ne diverrà un grande amico seguendolo in quasi tutte le peripezie, è il secondo dopo Yoshikawa a credere in lui. Prima si tiene semplicemente in disparte, poi salva Onizuka dal licenziamento orchestrato da Anko su richiesta di Yoshikawa, per vedere se davvero Onizuka sia diverso dagli altri, per poi sostenerlo assiduamente. Solo nel manga, è un accanito fumatore. Nel manga viene picchiato da Ai Tokiwa, una ragazza-scagnozzo della nuova preside, esperta di Taekwondo che si finge una ragazzina indifesa solo per picchiare selvaggiamente i ragazzi con la sua abilità. La sua furia è così elevata perché in passato il suo ex-ragazzo, quando ancora ci stava insieme, l'ha violentata insieme ad altri suoi amici. A seguito di questo Tokiwa tentò il suicidio, si salvò e la preside le dà una nuova ragione per cui vivere, non fidandosi mai più degli uomini e picchiando a sangue tutti coloro che cercano di sfiorarla. La ragazza viene fermata da Onizuka, poco dopo Kikuchi ha un confronto con lei, in cui lui schiva e blocca tutti i suoi attacchi (si è allenato duramente insieme a Mayu per poter vincere) e, nonostante sia sconvolto quando lei gli rivela quel che le è capitato, le spiega che un conto è colpire chi cerca di farle del male, un altro è adescare dei ragazzi innocenti solo per poterli picchiare, poiché non c'entrano nulla con ciò che le è successo. È ancora Onizuka a far capire alla ragazza che fa soltanto finta di essere forte, perché è ancora terrorizzata per il suo passato, e che potrà andare avanti solo avendo la forza di lasciarsi quella terribile disavventura alle spalle, inoltre dice a Kikuchi che potrà essere lui l'uomo di cui lei potrà fidarsi e su cui potrà contare, per poi afferrare il ragazzo e la ragazza e spingerli l'uno verso l'altro, facendoli baciare. Kikuchi e Tokiwa sono sconvolti e si separano subito, facendosi le reciproche scuse. Sembra che tra i due vi sia del tenero, anche perché sono imbarazzati in compagnia l'uno dell'altra, come per Noboru ed Anko, il seguito deve essere dedotto dal lettore.
- Doppiatore giapponese: Hikaru Midorikawa
- Doppiatore italiano: David Chevalier
- Attore live action 1998: Yōsuke Kubozuka
- Attore live action 2012: Shō Takada

#### Koji Fujiyoshi
Tokyo, 12 giugno 1985

Amico di Murai, prima cerca di cacciare Onizuka insieme a tutta la classe, poi diventando suo amico, avrà la prova dell'amicizia del professore, il quale lo aiuterà in una situazione molto difficile, ovvero quando perderà i soldi per la gita di classe. Nel corso del manga si scopre che è da tempo segretamente innamorato di Miyabi.
- Doppiatore giapponese: Jun'ichi Suwabe
- Doppiatore italiano: Marco Baroni

#### Taadaki Kusano
Tokyo, 24 ottobre 1985

Amico di Murai, prima cerca di cacciare Onizuka insieme a tutta la classe, poi, diventando suo amico e insieme a Fujiyoshi e Kikuchi farà gruppo con lui seguendolo in molte delle sue peripezie.
- Doppiatore giapponese: Tomoki Yanagi
- Doppiatore italiano: Stefano Crescentini

#### Mayu Wakui
Tokyo, 28 settembre 1984

Mayu appare solo nel manga, nipote della preside della scuola, è un ragazzo di una famiglia ricchissima che ha abbandonato la scuola da molto tempo, diventando un teppista ed è capo di una banda di più di 100 persone. Abilissimo con lo skateboard e nelle risse (i suoi calci sono micidiali, a detta di Kikuchi sono forti come le mazze da baseball), Mayu è una sorta di idolo alle medie anche grazie alla sua bellezza straordinaria. Fa la sua prima apparizione nel numero 14 per aiutare Miyabi a dare nuovamente del filo da torcere a Onizuka. Ne diventerà poi grande amico, soprattutto per come Onizuka risponde ai suoi continui scherzi. Ha una malattia terminale che potrebbe portarlo alla morte in qualunque momento, viene fatto intendere che il responsabile è suo padre, un medico famoso che gli ha somministrato farmaci sperimentali che, però, hanno distrutto la sua salute. Per questo Mayu ha lasciato la scuola e non si fida di nessun adulto, disprezzandoli profondamente, cercando di vivere ogni giorno come desidera, perché potrebbe essere l'ultimo ogni volta. Alla fine si vendicherà del padre e taglierà ogni rapporto con lui rivelando quel che gli ha fatto a tutti, facendosi aiutare da Kikuchi, e rovinando la carriera e la reputazione del genitore. La sua stima per Onizuka è tale che, quando il professore viene minacciato da più di 50 teppisti scolastici (alcuni di loro cercano di violentare Tokiwa, per poi essere picchiati a sangue da quest'ultima) mentre cerca di difendere Tokiwa, Mayu arriva con tutti i suoi 100 compagni e consente al professore di andare ad aiutare la studentessa (che cerca di picchiare Kikuchi nuovamente nei bagni), mentre lui e gli altri pensano a dare una lezione ai 50 aggressori.

#### Yūki Miyamori
Yūki Miyamori (宮森 勇気, Miyamori Yūki) è uno degli studenti di Onizuka che tuttavia non compare nell'anime ma appare solo nel manga e nel live action del 2012. La particolarità di Yuki è di essere il figlio di Gonjiro Miyamori, Capo della Yakuza locale, cosa che suscita molto timore da parte degli altri studenti nei suoi confronti; dopo la morte della madre, alla quale era affezionatissimo, decise di abbandonare la scuola e condurre una vita da hikikomori, con grande disperazione del padre. Onizuka si accorse della sua esistenza solamente mentre cercava un modo per salvare il proprio stipendio, che a causa del sistema di valutazione a punti ideato dalla Direttrice Daimon rischiava di perdere, scoprendo che se fosse riuscito a riportare a scuola uno studente assente da scuola per più di un anno avrebbe guadagnato 100 punti, riuscendo dunque a mantenere la propria paga. Impaziente di portare a termine la missione, il professore si recò dunque alla villa del padre di Yūki, accompagnato da Murai, Urumi, Noburo e Kusano, per convincerlo a ritornare a scuola, incurante dei tentativi di Kusano di avvertirlo che la famiglia Miyamori era parte della criminalità organizzata. Nonostante diversi problemi (in primis il fatto che Yūki fosse armato di pistola e sparasse a tutti quelli che bussavano alla porta della sua camera) alla fine il Professore con l'aiuto di Yoshikawa, il quale riuscì a stabilire una connessione con Yūki e a capire il suo grave disagio, riuscì a convincere il ragazzo ad abbandonare la sua camera e a ritornare a scuola, dove avrebbe potuto farsi dei veri amici.

### Angeli di Misuzu Daimon
Gli "Angeli" sono un gruppo di studenti che assistono la direttrice Daimon nella sua opera di "rinnovamento", seguendola di volta in volta negli istituti scolastici dove viene destinata. Si tratta di ragazzi e ragazze che in passato hanno subito traumi per colpa di genitori, insegnanti o compagni di scuola, ai quali la Direttrice Daimon ha offerto un'occasione per vendicarsi e una nuova ragione di vita, motivo per cui le sono devotissimi. Il loro capo è Sho Shibuya, il quale è il tramite tra loro e la direttrice e comanda il gruppo con il pugno di ferro, non esitando a picchiare violentemente chi non si adegua alle sue disposizioni.

#### Sho Shibuya
È il capo dei cosiddetti "Angeli" di Misuzu Daimon e braccio destro della direttrice nella sua lotta contro Onizuka; compare unicamente nel manga di GTO e non nell'anime, il quale si conclude molto prima e in maniera diversa rispetto al manga. Sebbene all'apparenza sembri un ragazzino debole e impacciato, facile preda di bulli e angherie, in realtà si scopre trattarsi di una copertura da lui utilizzata per infiltrarsi tra gli studenti alleati di Onizuka: egli in realtà è un ragazzo freddo e calcolatore, fedelissimo alla direttrice Daimon, oltre ad essere molto forte fisicamente e in grado di tenere testa a praticanti di arti marziali. Nel corso del manga viene rivelata la sua triste storia: anni prima era stato vittima di gravi abusi e bullismo sia da parte dei compagni di scuola e degli stessi insegnanti, cosa che gli aveva provocato un grave crollo psicotico, aggravato dal fatto che i genitori si erano praticamente disinteressati dei suoi problemi optando per una ospedalizzazione; viene inoltre suggerito che il giovane avrebbe subito abusi sessuali dalla madre, fatto che sarebbe ulteriormente andato ad incidere sulla sua mancanza di fiducia negli adulti. Mentre era ricoverato a seguito di un tentativo di suicidio, Sho venne avvicinato dalla direttrice Daimon che si fece avanti con l'istituto e i suoi genitori, ottenendo la tutela del ragazzo e offrendogli la possibilità di "riscatto" contro gli adulti entrando a far parte dei suoi "Angeli". Il ragazzo le proverà tutte per screditare Onizuka, perfino durante il tentato suicidio di Miyabi Aizawa. In seguito, con altri ragazzi poco di buono, tenterà di attaccare l'uomo ma verranno tutti sconfitti, e quando la signorina Daimon arriverà sul posto, lascerà Sho alla polizia, per non venire coinvolta, scatenando un senso di vendetta contro di lei, che credeva essere l'unica persona che gli volesse bene, ma che alla fine l'aveva solo usato per i suoi loschi scopi. Fuggito dalla centrale di polizia dove era in custodia, nonostante il tentativo di Yoshikawa di farlo rinsavire, arriverà al punto di bruciare la scuola, nel momento in cui la direttrice Sakurai e la Daimon si erano chiarite. Nonostante la donna venga salvata da Onizuka, Sho non verrà condannato per il suo crimine, ottenendo tuttavia la liberta vigilata.

#### Ai Tokiwa
Uno degli Angeli. Esperta di arti marziali, avrà una storia d'amore con Kikuchi, anche se inizialmente sarà sua nemica. Come gli altri, tenterà di far licenziare Onizuka, ma questi prontamente risolverà sempre la situazione. Capendo che non potrà mai prevalere su di lui e resasi conto dei suoi errori, abbondonerà il gruppo per schierarsi dalla sua parte. Ma Sho, furente per il suo tradimento, la picchierà brutalmente assieme agli altri membri che volevano seguirla. Kikuchi l'accompagnerà in ospedale, e qui spiegherà ad Onizuka il piano della Daimon. In seguito, negli ultimi capitoli del manga, la si vede nella classe protagonista divertirsi a fare scherzi ai nuovi arrivati.

## Istituto Kisshō

### Ryoko Sakurai
Tokyo, 2 agosto 1951
Ryoko Sakurai è la Direttrice dell'Istituto Privato Kisshō, dunque si trova al vertice della gerarchia dell'Istituto, con solo il Consiglio di Amministrazione sopra di lei. Nonostante l'alto status raggiunto è una donna dall'animo gentile e leale e, a differenza dei suoi colleghi, non ha dimenticato cosa significa essere un'insegnante e il suo principio guida è mettere il benessere degli studenti davanti alla carriera e persino all'immagine dell'istituto; è solita lavorare di tanto in tanto al bar della scuola, così da osservare il vero comportamento delle persone e giudicare al meglio le situazioni. Estremamente preoccupata per l'ambiente malsano che è diventato il sistema dell'istruzione giapponese, dopo uno scambio di vedute con Onizuka, ignaro di star parlando con la direttrice dell'Istituto, su cosa volesse dire essere un insegnante al bar della scuola, ha deciso di assumere il giovane e, vedendo in lui la persona in grado di risolvere i problemi della scuola e dei suoi studenti. È sempre pronta a difendere il giovane professore dai tentativi dei dirigenti di licenziarlo, tanto da arrivare persino a chiedere al Presidente della Commissione del Togaku (l'esame nazionale per gli studenti delle medie) di modificare i risultati dell'esame di Onizuka, alfine di farlo risultare primo ed evitarne il licenziamento. Dopo essere stata aiutata da Onizuka a risolvere i problemi con una sua ex allieva, la nuova direttrice Misuzu Daimon (che a causa di un fraintendimento la odiava), avvia finalmente con lei un progetto molto ambizioso a cui pensava da tempo, la fondazione di una città universitaria per giovani talenti, ancora deve scegliere il luogo e l'intero corpo insegnante, ma ha già deciso che Onizuka sarà uno di loro. È la nonna materna di Mayu Wakui, verso il quale è iperprotettiva a causa della malattia del giovane tanto da essere arrivata persino a schiaffeggiare Onizuka per impedire al giovane professore di mettergli le mani addosso, salvo poi scusarsi e chiedergli di aiutare suo nipote. Ha anche un'altra nipote, Ririka Nishiwaki, vista in GTO: Paradise Lost.
- Doppiatrice giapponese: Yoshiko Okamoto
- Doppiatrice italiana: Rita Savagnone
- Attrice live-action 1998: Yumi Shirakawa
- Attrice live-action 2012: Hitomi Kuroki

Hiroshi nella decima copertina italiana del manga.

### Hiroshi Uchiyamada
Iwate, 29 aprile 1946
Vicepreside dell'istituto Kisshō (Seirin nell'anime), è il classico stereotipo dell'uomo giapponese di mezza età. Carrierista frustrato, dedito solo al lavoro e con una situazione familiare non molto serena, Uchiyamada è affezionatissimo alla sua auto, una Cresta bianca, comprata dopo anni di lavoro e sacrificio e che verrà distrutta involontariamente per ben 4 volte da Onizuka, e ciò porterà il vicepreside ad odiare Eikichi, che vede come causa di tutti i suoi problemi, tanto da cercare in tutti i modi pretesti per licenziarlo. Ha una figlia, Yoshiko, anche se in uno dei primi capitoli del manga viene accennata anche la presenza di un figlio che tuttavia non è mai comparso, e una moglie casalinga insoddisfatta che probabilmente lo tradisce con il macellaio.
Nel manga la storia di Uchiyamada viene approfondita: si scopre infatti che la sua famiglia era molto modesta e suo padre era un ufficiale che insegnava all'Accademia Militare ed era molto affezionato ai suoi studenti (nel manga viene suggerito che sia morto durante un bombardamento che colpì l'accademia pur di non abbandonare i suoi discepoli), morì durante la guerra prima che Hioshi nascesse, costringendo la madre a crescerlo da sola. Spinto dall'esempio paterno, Hiroshi decise di seguire le orme del genitore studiando con grandi sacrifici per diventare un insegnante. Sua madre era una donna forte che tuttavia godeva di una salute cagionevole, ma sostenne sempre il figlio nel suo percorso fino a spingerlo a mettere l'insegnamento e il legame coi suoi studenti davanti alle preoccupazioni per la sua salute; rifiutò addirittura la presenza del figlio al proprio capezzale, sostenendo che il suo compito di formare le giovani generazioni fosse più importante che assistere una vecchia morente.
Nel manga vengono rivelati alcuni vicende della gioventù di Uchiyamada, il quale, a differenza dell'aria compassata e conservatrice attuale, sembra essere stato a sua volta un "ribelle" simile ad Onizuka: infatti viene accennato al fatto che nei primi anni '60 fosse un membro delle prime bande di moto-teppisti giapponese e che abbia pure preso parte alle contestazioni giovanili contro il Trattatato di Cooperazione Giapponese-Americano.
Sebbene all'inizio della propria carriera Uchiyamada fosse un insegnante molto appassionato e pieno di entusiasmo (durante una gita salvò la vita ad uno dei suoi studenti che rischiava di annegare), con il passare degli anni, anche a causa di alcuni suoi studenti che lo delusero particolarmente tradendone la fiducia, è diventato un uomo disilluso e pieno di risentimento verso i giovani, mettendo la sua carriera e il proprio prestigio personale davanti a quelli che un tempo erano stati gli ideali ai quali aspirava. Alla fine, Onizuka, con la sua dedizione e impegno più verso gli studenti che verso il prestigio della scuola, farà riaprire gli occhi a Uchiyamada, ricordandogli il vero significato di essere un educatore, cosa che lo porta a tornare a prendere le difese degli studenti e a rivedere la sua professione come avveniva all'inizio della sua carriera, ringraziando apertamente Onizuka per avergli fatto capire cosa significa davvero essere un insegnante.
- Doppiatore giapponese: Chō
- Doppiatore italiano: Dario Penne
- Attore live-action 1998: Akira Nakao
- Attore live-action 2012: Ryōsei Tayama

### Ikeda Maruyama
Preside dell'Istituto Kissho, e dunque vice della Direttrice Sakurai e diretto superiore di Uchiyamada, è per molti aspetti simile al suo sottoposto: è infatti un carrierista e opportunista, che al bene degli studenti preferisce anteporre i propri interessi personali, come l'alcol, le donne e il golf. Dice di soffrire di diabete, scusa debole considerata la sua rinomata passione per gli alcolici, e spesso utilizza questa sua presunta malattia per sfuggire alle proprie responsabilità, scaricandole su Uchiyamada, quando la situazione si fa particolarmente complicata, salvo riapparire quando le acque si calmano. A causa della sua vistosa calvizie, simile alla chierica dei gesuiti, Onizuka lo chiama in maniera canzonatoria Francesco Xavier, nomignolo che verrà poi utilizzato anche da altri personaggi. Verso la fine del manga viene trasferito in un istituto agrario di campagna dal Consiglio di Amministrazione dell'Istituto, il quale nomina al suo posto Misuzu Daimon con l'intento di liberarsi definitivamente di Onizuka e della Direttrice Sakurai; ricompare nell'ultimo capitolo riprendendo il proprio posto di Preside. È presente unicamente nel manga, mentre nell'anime il suo ruolo è stato assorbito dal vice-direttore Uchiyamada.

### Itagaki Kinoshita
È il segretario e l'assistente personale della direttrice Sakurai e inizialmente si dimostra critico verso la decisione della sua superiore di assumere Onizuka come insegnante. Il suo ruolo nel manga è molto più ampio rispetto all'anime, comparendo spesso per consigliare e aiutare la direttrice Sakurai; nel corso del manga sembra fare il doppio-gioco come infiltrato del Consiglio di Amministrazione, che vorrebbe silurare la Direttrice Sakurai per sostituirla con qualcuno più malleabile e meno attenta alle necessità degli studenti, ma in realtà è sempre stato dalla parte della Direttrice, informandola regolarmente delle trame dei consiglieri ai suoi danni.

### Misuzu Daimon
È la nuova Preside dell'Istituto Kisshō scelta dal Consiglio d'Amministrazione per sostituire Ikeda Maruyama, trasferito in un istituto agrario di campagna a seguito dello scandalo causato dal momento di follia mostrato di Teshigawara. Inizialmente presentatasi come una innovatrice con l'obiettivo di migliorare l'Istituto Kisshō, introducendo nuove tecnologie e metodi di valutazione degli insegnanti, in realtà il suo scopo è quello di cacciare Onizuka ed esautorare la Direttrice Sakurai, verso la quale prova un profondo rancore dai tempi in cui lei era una studentessa e la Direttrice la sua insegnante. Con l'aiuto dei suoi "Angeli" (una squadra di quattro studenti vittime di traumi ai quali lei ha dato una nuova ragione di vita) tenterà in ogni modo di distruggere Onizuka e la Direttrice Sakurai, assumendo il ruolo di maggiore antagonista nell'ultima parte del manga.

### Koji Sanomaru
È il professore di Scienze Sociali e di Fisica dell'Istituto Kisshō. Appassionato di lavoro a maglia, arte floreale e di occuparsi del suo criceto domestico, Koji è, assieme alla Professoressa Moritaka, uno dei pochi professori dell'Istituto Kisshō a mostrarsi benevolo nei confronti di Onizuka fin dal primo incontro.

### Mr. Ōgi
Ex-insegnante dell'Istituto Kisshō, era il predecessore di Onizuka in qualità di responsabile della Quarta Sezione del secondo anno e sostanzialmente il co-responsabile assieme a Miyabi dell'odio che gli studenti della sua classe svilupparono per gli insegnanti. La ragazza infatti si era infatuata del professore, il quale tuttavia non la ricambiava mantenendo verso di lei un atteggiamento paterno, e quando questa scoprì che Mr. Ōgi era fidanzato e stava per sposarsi venne sconvolta dalla gelosia, tanto da scattarsi delle false foto nelle quali sembrava essere stata sessualmente molestata dal professore e diffonderle in tutta la scuola. Tuttavia le cose andarono ben oltre quanto previsto dalla ragazza, poiché il suo compagno Takumi Ishida decise di vendicare la ragazza per la presunta violenza picchiando il professor Ōgi con una mazza da baseball davanti a tutti. Il ragazzo venne dunque espulso dalla scuola e il professor Ōgi licenziato, ma quest'ultimo scelse di non denunciare le calunnie di Miyabi per non rovinare la vita alla ragazza, preferendo farsi passare per colpevole e sparire dalla vita dei suoi studenti, causando tuttavia un grosso shock nella classe e nella stessa Miyabi, la quale si trovò così intrappolata in un ruolo che non le apparteneva. Takumi al suo ritorno da Okinawa, confessa all'amica che il professore, prima che i due venissero cacciati, gli aveva raccontato tutto ma che non era riuscito a dirglielo in tempo, poiché mandato in riformatorio. Al suo incontro con Onizuka dove gli racconta tutto, Ōgi tendendo a tirare troppo la corda, conclude il suo discorso con battute sarcastiche su Miyabi e sul fatto che mettendosi assieme a lei pur minorenne niente di tutto ciò sarebbe accaduto, facendo scatenare l'ira di Onizuka, e venendo brutalmente picchiato dallo stesso, finendo ricoverato in ospedale.

### Suguru Teshigawara
Inogashira, 18 febbraio 1969

Teshigawara (soprannominato da Onizuka, il quale non sapendo leggere i kanji del suo nome continua comunque a sbagliarne la pronuncia, "Tessy" o "Todai-kun") è un professore di matematica di 26 anni, laureato all'università di Tokyo (la prestigiosa Todai, abbreviazione di Tokyo Daigaku); esternamente appare come l'archetipo di quello che dovrebbe essere un perfetto educatore giapponese: è infatti estremamente colto, ama ascoltare la musica classica (con particolare predilezione per Wagner) ed è un esperto di informatica, tanto da programmare videogiochi nel tempo libero. Tuttavia, nonostante l'apparenza realizzata, Suguru è in realtà afflitto da un grave complesso di inferiorità e inadeguatezza nei riguardi del fratello maggiore Takeru e del padre, entrambi importanti burocrati negli uffici del Governo: infatti, come raccontato dallo stesso Teshigawara nel suo diario, da bambino era spesso umiliato e maltrattato dal genitore, il quale gli rimproverava di non eccellere a scuola e negli sport come il fratello maggiore, considerandolo la mela marcia di una stirpe di burocrati risalente fin dall'epoca Edo.
Nel tentativo di stimolare il figlio, il padre di Suguru lo obbligò a iscriversi a diverse attività extrascolastiche e sport, ma nonostante l'impegno non riusciva a corrispondere alle aspettative del padre, aggiungendo solamente gravi elementi di stress alla sua vita. Suguru ammette che suo padre, lo insultava spesso, e se la prendeva con lui poiché non dimostrava le doti da burocrate come gli altri della famiglia. L'unica a dimostrargli affetto e incoraggiamento per le sue passioni era la nonna paterna, la quale tuttavia morì quando Suguru era ancora piccolo. Sebbene la sua aspirazione fosse quella di diventare un entomologo, a causa delle pressioni del padre abbandonò la propria passione, reputata ridicola dal genitore, e si laureò in matematica alla Todai con il massimo dei voti.
Ha un amore malato per la collega Azusa Fuyutsuki, tanto da assumere atteggiamenti da vero e proprio stalker, arrivando a spiarla di nascosto con un telescopio e riempire la sua stanza di sue fotografie, mentre disprezza profondamente Onizuka, considerandolo un selvaggio ignorante, indegno della professione di insegnante. Dapprima, similmente ad Uchiyamada, pensa solo di farlo licenziare dall'Istituto Kisshō, ma successivamente sviluppa un odio talmente profondo nei confronti del collega da volerlo uccidere a tutti i costi, diventando così il simbolo della frustrazione derivata dalla competitiva società giapponese tanto criticata dall'autore del manga. È il professore personale di Hidemi Ota, anche se lei lo considera il suo schiavo e il suo feticista personale sottoponendolo a gravi umiliazioni, come obbligarlo a leccarle il piede oppure strangolandolo con una corda.
Nell'anime uscirà di scena a seguito di un esaurimento nervoso dopo essere stato battuto da Onizuka nel difficile test del Togaku (al quale aveva obbligato Onizuka a partecipare, nel suo complesso piano per farlo licenziare e al contempo umiliarlo così da escluderlo per sempre dall'insegnamento), venendo quindi allontanato dalla scuola, mentre nel manga verrà sospeso per un mese per aver schiaffeggiato oltre 50 volte una sua studentessa davanti a tutta la classe fino a romperle i timpani, perché questa durante una sua lezione aveva ironizzato sul fatto che fosse stato superato da Onizuka, arrivando solo terzo nonostante si fosse laureato alla Todai.
Una volta ritornato fingerà amicizia verso Onizuka, anche se in realtà viene mostrato che nel privato si impegnerà a studiare un piano per ucciderlo, continuando nel frattempo la sua attività di stalker nei confronti di Azusa. In seguito, approfittando del caos scatenato da una mail diffamatoria su Onizuka scritta da Uchimayada ai genitori degli studenti su suo suggerimento, rapirà Fuyutsuki e la rinchiuderà nel suo appartamento per costringerla a sposarlo; tuttavia il suo piano, grazie all'intervento di Onizuka e della sorella di Azusa, andrà in fumo e ciò gli causerà un grave crollo nervoso: durante la fuga tramortisce un poliziotto rubandogli le armi e l'uniforme e, dopo aver sparato ad Onizuka quattro rivoltellate nel ventre, si dirigerà con Fuyutsuki all'istituto Kissho prendendola in ostaggio assieme alla preside e ad alcuni studenti della quarta sezione, sognando di voler trasformare la scuola in uno stato indipendente chiamato Suguru Land. Il successivo intervento di Onizuka e del suo amico poliziotto Saejima manda nuovamente in fumo i piani di Teshigawara e questo, ormai impazzito, si dirigerà sul tetto della scuola dove con bombe artigianali tenterà di farsi saltare in aria non sopportando più il mondo in cui vive accusandolo di averlo emarginato. Viene tempestivamente raggiunto da Onizuka, il suo amico poliziotto e i suoi studenti nel tentativo di fermarlo. In aiuto di Onizuka viene anche il fratello maggiore di Teshigawara, Takeru, il quale si precipita alla scuola dopo aver sentito le notizie su Suguru al telegiornale. Giunti sul tetto Onizuka riesce a rompere la cisterna rendendo così inutilizzabili le bombe artigianali di Teshigawara, il quale tuttavia tenta comunque il suicidio, minacciando di gettarsi dal tetto. Il fratello implora Teshigawara di fermarsi rivelandogli che la grande famiglia burocrate che rappresentavano ormai non esiste più: infatti, cinque anni prima, nella sezione del Ministero di cui lui e suo padre erano a capo, era venuto a galla un caso di mazzette e i rappresentanti del Ministero, per evitare di essere coinvolti, fecero ricadere la colpa sul fratello e sul padre di Teshigawara per non avere detto niente, usandoli come capri espiatori e facendoli infine licenziare.
Mentre il fratello maggiore di Teshigawara si adattò alla nuova situazione, trovando un nuovo lavoro da commesso in un negozio di computer, non fu così per il padre il quale, avendo lavorato per tutta la vita come burocrate e a un passo dall'ottenere la promozione definitiva che lo avrebbe reso Vice-ministro, vedendosi perdere tutto quanto di colpo dopo innumerevoli sacrifici, ha subito un gravissimo crollo nervoso: infatti, nonostante sia stato licenziato, ancora ogni giorno si reca davanti alla sede del Ministero delle Finanze e, dopo essersi seduto su una panchina, usa un cellulare spento per intrattenere conversazioni immaginarie con funzionari del Governo. Il fratello maggiore di Teshigawara ammette quindi col suo fratellino di non averlo mai considerato una persona inferiore, e lo invita liberarsi dal complesso di inferiorità nei confronti della famiglia per seguire finalmente le sue aspirazioni. Teshigawara, anche grazie all'intervento di Onizuka, rinuncia quindi a suicidarsi e accetta di trascorrere un breve periodo in prigione (per aver aggredito un poliziotto), dove si redimerà, anche grazie al collega, il quale mentirà alla polizia dicendo di essere stato coinvolto in un incidente d'auto piuttosto che rivelare di essere stato colpito da Teshigawara con una pistola, arrivando finalmente ad accantonare l'odio che provava per lui e a considerarlo un amico. Viene in seguito visto nella sua cella, mentre intaglia un Buddha, pensando ad Onizuka.
- Doppiatore giapponese: Tōru Furuya
- Doppiatore italiano: Massimiliano Manfredi
- Attore live-action 1998: Kunihiko Ida
- Attore live-action 2012: Masato Yano

### Hajime "Fukuneo" Fukuroda
Tokyo, 4 novembre 1964

Professore di ginnastica dell'istituto, è il classico stereotipo del coach machista e muscoloso; viene soprannominato dagli studenti "Fukuneo" a causa del grosso neo a sinistra del mento. Si è laureato alla NITTAIDAI, la più prestigiosa università giapponese per le scienze sportive, e nel suo tempo libero ama fare jogging, stretching e partecipare a speed-date per conoscere ragazze; ammira il proprio corpo, mangiare sano e per tenersi in forma si allena in maniera maniacale (a volte come risposta ai problemi si mette a fare dei piegamenti, infatti il suo motto è "Impara col corpo").
Inoltre è un maniaco che adora sbirciare in maniera lasciva le studentesse, mentre gode nel sottoporre a esercizi sfiancanti agli studenti maschi. Non sopporta Onizuka, reputandolo uno scapestrato e l'antitesi della sua filosofia salutista, e per affermare la sua presunta superiorità spesso sfida l'odiato collega a gareggiare in sfide sportive contro di lui, come il nuoto o la corsa 400m in piano, risultando tuttavia sempre perdente; non si accorge infatti che l'avversario lo inganna, spesso con la complicità degli studenti della sua sezione, barando in tutte le loro sfide con disperazione di Fukoroda, il quale, non accorgendosi di essere preso per i fondelli da Onizuka e dagli studenti, nel manga ricorre addirittura all'uso di steroidi (nell'anime anziché agli steroidi ricorre a beveroni di integratori e uova crude) nel tentativo di battere il rivale, fallendo miseramente.
- Doppiatore giapponese: Kazuhiro Nakata
- Doppiatore italiano: Roberto Draghetti
- Attore live-action 1998: Masahiro Kobayashi (il personaggio si chiama qui Hajime Hakamada)
- Attore live-action 2012: Eiji Sugiyama

### Hiroshi Kochatani
Hiroshi Kochatani (小茶谷 宏 Kochatani Hiroshi) è il professore di scienze e chimica dell'Istituto Kisshō, soprannominato "Chihuahua" a causa del suo aspetto piccolo e dell'atteggiamento nevrastenico. La sua preoccupazione principale sembra essere quella di trovare una moglie per compiacere i suoi genitori, e spende molto tempo e denaro per il raggiungimento di questo scopo. È una delle vittime preferite degli atti di "terrorismi" di Urumi Kanzaki e non sopporta Onizuka a causa della poca attenzione riservata da questi alle attrezzature scientifiche della scuola.
- Doppiatore giapponese: Isshin Chiba
- Doppiatore inglese: Kirk Thornton
- Doppiatore italiano: Vittorio Stagni

### Naoko Moritaka
Tokyo, 5 marzo 1975
Eccentrica e bella infermiera della scuola, fin dall'inizio si dimostra una dei pochi professori dell'Istituto Kisshō ben disposta nei confronti di Eikichi, tanto che al loro primo incontro si preoccupa di fornirgli grandi quantità di anti-acidi e calmanti per sopportare i pesanti scherzi dei suoi studenti, che tuttavia il professore rifiuta. Naoko prova un piacere erotico nel donare regolarmente il sangue. Essendo molto sensuale diventa in breve molto ricercata e famosa tra gli studenti della scuola.
- Attrice live-action 2012: Saori Takizawa

### Nao Kadena
Personaggio proveniente da Shonan Junai Gumi, prequel di GTO, nell'anime rimpiazza il personaggio di Naoko Moritaka nel ruolo di infermiera della scuola.
In passato è stata una regina delle corse clandestine, ma lasciò quel mondo dopo che il fratello ebbe un incidente quasi mortale.
Dato che il fratello necessitava di un costoso intervento chirurgico, senza il quale rischiava di morire in qualunque momento, decise di diventare infermiera per guadagnare la somma necessaria, senza esitare a trasformare le infermerie in dei negozietti di cosmetici e portafortuna.
Guadagnata la cifra necessaria, la consegnò ad un medico statunitense, il quale però si rivelò essere un truffatore.
Decisa a lasciare il lavoro, cambiò idea dopo aver sfidato Onizuka in una corsa e dopo essersi chiarita col fratello, il quale aveva deciso di guadagnarsi da solo il denaro necessario all'operazione.
- Doppiatrice giapponese: Kaya Matsutani
- Doppiatrice italiana: Cristina Boraschi

### Tadashi Sakurai (Sakurada)
Tokyo, 1º febbraio 1963
Sakurai Tadashi (chiamato Sakurada nell'anime per evitare di confonderlo con la Direttrice) è il professore d'inglese dell'istituto, ha 42 anni, sposato con un figlio, il suo alcolico preferito è il brandy e spesso gioca a golf con il vice-Direttore Uchiyamada, con il quale sembra andare piuttosto d'accordo. Spesso quando parla usa intercalari inglesi ma, nonostante insegni questa lingua, a volte se ne dimostra poco conoscitore, a causa del fatto che non ha mai potuto approfondire i suoi studi in America, suo grande desiderio mai realizzato, per mancanza di denaro. Non sopporta Onizuka sia per i suoi metodi poco ortodossi, sia perché vede la sua presenza destabilizzante come un ostacolo alla sua promozione a Vice-Direttore.
Inizialmente fa poche apparizioni nei primi volumi del manga, avendo poi un ruolo di maggiore importanza più avanti quando Miyabi Aizawa lo ricatta. Nel manga, Miyabi usa il feticismo di Sakurai, che ama spiare con una telecamera nascosta sotto le gonne delle ragazze quando vanno al bagno o sulla metropolitana, per ricattarlo (mentre nell'anime, Miyabi ricatta Sakurai con delle immagini che lo mostrano vestito da donna) e costringerlo a collaborare con lei nel suo piano per fare licenziare Onizuka, facendo credere che il giovane professore abbia rubato e speso i soldi necessari all'annuale gita d'istituto in montagna. Nel manga viene anche mostrato un flashback sulla gioventù infelice dell'uomo: infatti da ragazzo era oggetto di bullismo in quanto piuttosto piccolo per la sua età e per le sue grandi narici che gli avevano fatto guadagnare il soprannome di "presa elettrica"; mentre era in bagno a marinare la lezione di educazione fisica, al giovane Tadashi capitò involontariamente di sbirciare la ragazza per la quale aveva una cotta, divenendo da allora un impenitente guardone, cosa che nella sua ottica assumeva la forma di una personale "vendetta" contro il genere femminile che lo aveva sempre deriso per il proprio aspetto.
- Doppiatore giapponese: Katsumi Suzuki
- Doppiatore italiano: Toni Orlandi

### Fuyumi Kujirakawa
Nel manga il suo ruolo è alquanto marginale, nell'anime le è stato dedicato un episodio intero (episodio 20).
2º anno, Classe F.
Per la sua giovane età è una delle ragazze più alte della scuola. Gli studenti stessi la considerano una leggenda.
L'altezza di Fuyumi Kujirakawa infatti è di un 1m 81 cm. 
Data la sua altezza è molto portata nello sport, soprattutto il basket.
Molte scuole sportive le offrirono una borsa di studio, ma lei le rifiutò tutte, iscrivendosi infine al club del fumetto.
È segretamente innamorata di Kunio Murai, fin dal primo anno di scuola.
In passato dei ragazzi la presero in giro per il fatto che fosse troppo alta, e Murai intervenne per difenderla.
Da quel giorno circolarono voci che Fuyumi fosse perdutamente innamorata di lui.
Benché fosse passato più di un anno, l'amore di Fuyumi per Murai non è cambiato.
Decide infine di scrivergli una lettera d'amore con su scritto solo la sezione della classe e l'iniziale del suo nome (F)
Murai insieme ai suoi amici non ha idea di chi possa essere, -dato che non spiega se è del primo o secondo anno, e che le ragazze con la iniziale F sono molto numerose- e cerca di capire di chi si possa trattare.
Arrivando infine a ipotizzare che possa trattarsi di Akane Fujita: una delle ragazze più carine e più popolari della scuola, arrivata al terzo posto della festa della cultura popolare.
Nonostante l'eccitazione degli amici e la speranza che possa trattarsi di Akane, Murai è in parte riluttante a credere che una delle ragazze più popolari, si sia potuta interessare ad un tipo come lui, avendo infine dei forti dubbi.
Murai viene infine chiamato da Fuyumi chiedendogli se ha letto la lettera.
Ma lei spiega di essere solo la messaggera.
Portando Murai fuori, domanda cosa pensa di fare con la ragazza della lettera, spiegando se gli possa piacere dopo averla letta.
Murai ammette che se non sa nemmeno di chi si possa trattare oh chi possa essere, e non è capace di giudicare e che è ben poco quello che può considerare dalla lettera.
Fuyumi gli chiede di pensarci meglio aspettando una sua risposta più tardi.
Nel vedere Kujirakawa giocare a basket rammentano quello che accadde in passato quando Murai la difese, capendo che anche lei ha come iniziale la F intuiscono che potrebbe trattarsi di lei.
Murai, rimasto solo sul tetto della scuola, continua a riflettere.
Kujirakawa lo raggiunge poco dopo chiedendogli se ha infine deciso cosa voglia fare, spiegando che le ragazze fanno spesso così.
Avendo paura di una delusione, o temendo che al ragazzo che gli piace abbia già un'altra, perdono fiducia in se stesse e temono di rimanere ferite.
Murai ammette infine di essere lusingato che la misteriosa ragazza F sia interessata a lui, ma spiega che forse è innamorato di Akane Fujita.
Fuyumi decide infine di dire che la ragazza con la F della lettera si tratta proprio di lei.
Decidendo infine di fare da angelo custode tra i due, credendo che tutto finirà per il meglio.
Fuyumi Riferisce il messaggio ad Akane per incontrare Murai al parco, in quel mentre Akane riceve una chiamata al cellulare dal suo ex ragazzo.
Ben che Akane dica che con lui sia finita, non lo mostra molto apertamente.
Kujirakawa intuisce che potrebbe esserci ancora qualcosa e comincia ad avere dei dubbi su quello che potrebbe accadere.
Mentre Murai gira per il parco, incontra Akane che viene portata via a forza da un altro ragazzo che si rivela poi essere il suo ex: Hiden.
Hiden consiglia a Murai di lasciare perdere Akane, definendola una ragazza capricciosa ed egocentrica.
Murai tuttavia desideroso di proteggerla tenta di attaccare Hiden, che tuttavia, avendo fatto box alle superiori, lo mette al tappeto.
Hiden accusa Akane che è colpa sua se tutto questo è accaduto, dicendo di non avergli dato tempo di spiegare che non ha mai avuto un'altra ragazza come Akane credeva.
Akane abbraccia felicemente Hiden chiarendo il malinteso.
Kujirakawa, avendo un brutto presentimento, aveva deciso di andare nel parco per cercarli.
Trovando Murai a terra lo soccorre. 
Akane in lacrime spiega che è stata colpa sua e non Hiden e si allontana insieme a lui, lasciando Murai a terra.
Murai ride con un misto, di divertimento, delusione e tristezza, ammettendo che in fondo sospettava che le cose stavano andando troppo bene e per averci creduto troppo, si è ridotto così.
Comprendendo che è colpa sua, Kujirakawa è rattrista per ciò che è successo, vedendo che tutto quello che aveva cercato di fare perché finisse bene, si è rivelato un totale disastro. Chiedendo infine scusa a Murai, per l'accaduto.
Murai non preoccupandosene si allontana, Fuyumi cerca di aiutarlo ma viene allontanata aspramente da lui non volendo essere compatito. 
Vedendo improvvisamente Onizuka in compagnia di sua madre in barca, Murai si butta nel lago per fermarlo.
Tuttavia incapace a nuotare rischiando infine di annegare.
Fuyumi cerca di prendere la sua mano, Onizuka gli arriva addosso con la barca colpendolo in testa.
Arrivato ormai il tramonto, Murai intento a cercare di strangolare Onizuka per la sciocchezza compiuta, la madre di Murai parla con Kujirakawa, che va tutto bene, che sono delusioni come queste a renderci più forti.
Fuyumi spera con questa esperienza di essere diventata un po' più forte. Salutando la madre di Murai infine si allontana.
La madre strattona il figlio per un orecchio consigliando di accompagnare a casa Kujirakawa, dicendo al figlio che se non si accorgerà di certi particolari continuerà ad avere delusioni d'amore. 
Murai capisce infine che è stata Fuyumi Kujirakawa ad avergli scritto la lettera, capendo che lei sapeva sempre dove cercarlo.
Giunto davanti ad un incrocio vede Fuyumi su un pullman.
La ragazza si volta improvvisamente guardando Murai. Ma le portiere ormai si chiudono e il Pullman comincia a partire.
Murai corre urlando a Kujirakawa, dicendo che aveva capito che si trattava di lei nella lettera. 
Kujirakawa a questa rivelazione sembra sorridere.
Murai, tuttavia, inciampa cadendo infine a terra, vedendo il pullman allontanarsi con Fuyumi che lo guarda preoccupata.
Dopo questo episodio Kujirakawa non viene più mostrata. Non è chiaro se continuerà a vedersi a scuola con Murai. Tuttavia, quando vanno in vacanza ad Okinawa, Onizuka disegna sulla schiena di Murai mentre dorme una dichiarazione che Murai e Kujirakawa stanno insieme, lasciando intendere quindi che i due sono riusciti a rivedersi e hanno iniziato a frequentarsi.
Kujirakawa ricompare nel manga, poco dopo, nelle isole di vacanza vinte da Onizuka che guarda indispettita Murai prendere il sole per un commento che prendeva in giro le ragazze alte. La loro storia proseguirà ed infine i due cominceranno a frequentarsi.

## Ricorrenti

### Yoshiko Uchiyamada
Yoshiko Uchiyamada (内山田 好子, Uchiyamada Yoshiko) è l'amatissima figlia sedicenne del Vice-Direttore Uchiyamada e sua moglie Ryoko, anche se viene suggerito che potrebbe non essere la figlia biologica di Hiroshi, in quanto la moglie avrebbe avuto o ha tuttora una relazione con un macellaio. Uchiyamada le estremamente affezionato, anche perché (come viene detto nel manga) da piccola era una bambina molto cagionevole che faceva dentro e fuori dall'ospedale, cosa che ha portato il padre ad essere molto protettivo nei suoi confronti.
Frequenta il liceo e sembra essere più affezionata a sua madre e al proprio cane piuttosto che al padre, anche se nel corso del manga si verrà a sapere che in realtà vuole molto bene al genitore, sebbene questo con i propri atteggiamenti derivanti dall'incomprensione del mondo giovanile, la metta spesso in imbarazzo. Ha un grosso cane che inizialmente aveva battezzato "Di Caprio" (come l'attore americano), ma accorgendosi che non rispondeva a tale nome l'aveva rinominato "Eikichi", con grande disappunto del padre, verso il quale l'animale sembra intrattenere lo stesso atteggiamento irrispettoso e provocatorio di Onizuka.
Nel manga viene detto che conosce Onizuka durante un'uscita con le sue amiche, venendo invitate dal giovane professore e dal suo amico poliziotto Saejima a passare una serata in un karaoke-club, mentre nell'anime i due si incontrano per caso lungo la strada per casa e Onizuka le procura dei biglietti per un concerto accettando di farle da chaperone, con grande ansia da parte del professor Uchiyamada.

### Eikichi "Di Caprio"
È il cane di famiglia degli Uchiyamada, più propriamente della figlia Yoshiko, sebbene poi alla fine tocchi sempre al padre Hiroshi occuparsi di dargli da mangiare o portarlo fuori per i bisogni; sebbene inizialmente chiamato "Di Caprio", Yoshiko si accorse che il cane non rispondeva a tale nome, così decise di ribattezzarlo "Eikichi", con grande disappunto del padre, che da allora ha cominciato a considerare Onizuka uno spirito maligno. Di razza indefinita (probabilmente un golden-retriever) assomiglia vagamente a Onizuka e ha il suo stesso comportamento provocatorio e irrispettoso nei confronti del Vice-Direttore Huchiyamada, masticandogli le mazze e le palline da golf e facendogli persino i bisogni sulla poltrona.

### Ryuji Danma
Nato a Tokyo il 13 settembre di 22 anni fa, grande amico di Eikichi dai tempi delle medie, ora Ryuji ha intrapreso la carriera di meccanico e ha aperto una sua officina, ogni tanto però, viene coinvolto da Eikichi nelle sue scorribande e essendo affezionato ad Eikichi lo segue quindi ovunque.
Quando erano gli oni-baku di Shonan e cioè oni=demone (Onizuka) e baku=bomba (dal cognome di Ryuji "Danma" che significa "esplosione") avevano 16 anni e combattevano contro bande molto più numerose, ma grazie alla loro straordinaria forza e al loro carisma fuori dal comune diventarono pian piano una leggenda. È fidanzato con Nagisa, personaggio molto presente in Shonan Junai Gumi e che in GTO fa invece una sola apparizione.
- Doppiatore giapponese: Isshin Chiba
- Doppiatore italiano: Vittorio De Angelis
- Attore live-action 2012: Yū Shirota

### Toshiyuki Saejima
Tokyo, 2 aprile 1977
Ex compagno di liceo di Ryuji e Eikichi, è a sua volta un ex teppista famoso per la ferocia e la bruttezza, tanto da essere chiamato "il cane rabbioso di Kamakura". Sebbene un tempo facesse parte della banda di teppisti di Eikichi e Ryuji, attualmente lavora come poliziotto per il Dipartimento della Polizia Metropolitana di Tokyo, anche se ha le mani in affari molto loschi: si può dire infatti che Saejima usi il proprio lavoro di agente di polizia soprattutto per facilitarsi nel contrabbando di merce illegale, come merce contraffatta, film piratati e altra merce illegale. Più volte ha cercato di coinvolgere Eikichi in affari strampalati, spesso rivelatisi palesi schemi piramidali o truffe di Saejima per estorcergli denaro, ma il giovane professore ha sempre rifiutato ogni coinvolgimento. Sebbene a volte si dimostri annoiato e stufo del suo lavoro di poliziotto, si arrabbia quando viene scambiato per un membro della Yakuza oppure quando viene definito "sbirro corrotto" da Ryuji. Ha aiutato Eikichi a fermare Teshigawara quando questi, in preda ad un esaurimento nervoso, aveva preso in ostaggio studenti e professori dell'Istituto Kisshō, minacciando di far esplodere la scuola, e per questo ha ricevuto un encomio solenne dal capo della Polizia. È inoltre un assiduo frequentatore di prostitute e un grande bevitore di birra, non facendosi scrupolo di bere in servizio.
- Doppiatore giapponese: Kazuki Yao
- Doppiatore italiano: Simone Mori
- Attore live-action 1998: Naohito Fujiki
- Attore live-action 2012: Yūsuke Yamamoto

### Ichiro Okinoshima
Iwate, 22 febbraio 1974

Agente di spettacolo di Tomoko Nomura per l'agenzia Pink Elephant; viene forzatamente affiancato da Munataka (nel manga) e da Onizuka (nell'anime) nel suo lavoro per la promozione di Tomoko ed è bersaglio delle sue continue angherie. Si è laureato presso l'università Meiji, in cui dirigeva un club di scopritori di idol, e ha scoperto e promosso famosi cantanti enka come Ryoko Todoro e Hiroe Onuki. L'ammirazione che prova inizialmente per Tomoko si trasforma presto in amore, la ragazza però sembra non accorgersene e non lo ricambia. Diventerà anche il manager di Mayu Wakui quando questi deciderà di intraprendere la carriera di modello e cantante.
- Doppiatore giapponese: Kōsuke Okano
- Doppiatore italiano: Nanni Baldini (Vladimiro Conti, solo ep. 18; Wladimiro Grana, solo ep. 23)

### Munataka
Definito dal Presidente della Pink Elephant il "Manager Leggendario", è un famosissimo talent scout che, dopo aver notato Tomoko su una rivista, decide di incaricarsi della sua promozione per farla diventare una idol famosa in tutto il Giappone. Per questo motivo, con grave disappunto di Ichiro Okinoshima, si associa all'agenzia Pink Elephant e, attraverso metodi non proprio limpidi, le fa compiere un grande salto di qualità da piccola agenzia di talent scout locale a agenzia di livello interregionale. Nel suo lavoro di promoter utilizza metodi poco ortodossi, nel manga viene fatto intuire che abbia stretti legami con la Yakuza, la criminalità organizzata giapponese, e affianca in maniera prevaricatoria Okinoshima, il quale inizialmente non approva l'eccessiva sessualizzazione di Tomoko, ma sotto l'ala protettiva di Munataka riesce ad uscire dai suoi schemi rigidi e a migliorare le sue qualità di talent scout. Nell'anime il suo ruolo è stato assorbito prevalentemente da Onizuka

### Ms. Kanzaki
Famosa agente di borsa, è la distaccata e carrierista madre di Urumi Kanzaki, convinta che tutti i problemi della vita possano essere semplicemente risolti con il denaro. Siccome voleva un figlio che portasse avanti le sue aspirazioni, ma non voleva distaccarsi dalla sua carriera per impegnarsi in una relazione, decise di ricorrere all'aiuto di una clinica per la fertilità, sottoponendosi all'inseminazione artificiale con il seme di una persona particolarmente dotata, presumibilmente di origine americana o europea, visti i capelli biondi e l'eterocromia della figlia. Sebbene nel profondo ami molto Urumi, è stata una madre snaturata, delegando la crescita e l'educazione della figlia a domestiche ed insegnanti privati, privando così la piccola Urumi della necessaria figura materna e contribuendo fortemente alla formazione del carattere cinico e distaccato della figlia. Tuttavia, quando Urumi tenterà il suicidio dopo che Miyabi rivelerà la verità sulle sue origini, grazie all'intervento di Onizuka (il quale distruggerà i suoi computer da lavoro e le rinfaccerà di non meritarsi una figlia come Urumi e neppure di essere una madre) comprenderà finalmente i suoi errori e cercherà finalmente di costruire un rapporto sano con la figlia, recuperando il tempo perduto. Non compare nell'anime ma unicamente nel manga.

### Fujimori
Fujimori è un'insegnante di scuola elementare, ed ex maestra di Urumi Kanzaki. Appare come una donna gentile e premurosa all'inizio del suo rapporto con Urumi. Riconoscendo il genio precoce della bambina, che già in età elementare mostrava un'intelligenza straordinaria (con un QI superiore a 200), Fujimori decide di prenderla sotto la sua ala, soprattutto perché la vedeva sempre triste e annoiata, in quanto i compiti scolastici erano troppo facili per lei. Dopo la scuola, la invita a casa sua per insegnarle materie avanzate, ben oltre il livello delle elementari, arrivando persino a trattare argomenti universitari. Per Urumi, che si sentiva isolata dai compagni a causa della sua intelligenza e che mancava di una figura materna presente (sua madre era ossessionata dal lavoro), vede in Fujimori una seconda madre.
Tuttavia, questa relazione positiva si deteriora tragicamente. Fujimori, pur essendo un'insegnante in gamba, non riesce a tenere il passo con l'intelligenza di Urumi. 
Fujimori sviluppa presto un senso di frustrazione e insicurezza. Il punto di rottura arriva durante una lezione, quando Urumi corregge un errore di Fujimori davanti a tutta la classe. Incapace di gestire l'umiliazione e la gelosia verso una bambina che la supera, perde il controllo e rivela pubblicamente il segreto più intimo di Urumi (anche se tutti i bambini non capiranno chiaramente tali parole). Questo tradimento devasta Urumi, distruggendo la fiducia che aveva riposto in lei, scatenandogli un terribile odio verso tutti gli insegnanti, iniziando a tormentarli con il suo personale terrorismo facendone licenziare vari. Fujimori, rimase devastata per quello che fece. Distrutta dai sensi di colpa, decide infine di abbandonare la scuola.

### Coniugi Aizawa
Sono i ricchi e apparentemente realizzati genitori di Miyabi, tuttavia nel corso del manga viene rivelato che la loro apparente serenità familiare è in realtà tutta una farsa: il padre di Miyabi infatti, importante dirigente di banca, praticamente si disinteressa di quello che accade in famiglia e intrattiene una relazione extraconiugale, mentre la madre è in realtà una casalinga frustrata che cerca di compensare la propria frustrazione tradendo continuamente il marito con diversi uomini. Ciò ovviamente ha una grave ripercussione su Miyabi e sarà una delle cause che genererà la situazione all'inizio della storia di GTO. Alla fine l'intervento di Onizuka, il quale con Miyabi e i suoi studenti fingerà un sequestro della ragazza ad opera di un gruppo terroristico, riuscirà a spazzare via definitivamente l'ipocrisia che opprimeva la famiglia Aizawa: la ragazza infatti, approfittando delle negoziazioni con i suoi "rapitori", finalmente esprimerà tutta la sua indignazione e sofferenza verso gli atteggiamenti distaccati dei suoi genitori, rivelando a tutti i loro segreti e accusandoli di aver messo da parte l'amore che un tempo teneva unita la famiglia. I due genitori rimangono scioccati dalle dure parole di Miyabi, che li portano ad affrontare finalmente la verità: per amore della figlia decidono dunque di rinunciare a litigare e a fingere, concentrandosi sulla figlia. Su istigazione di Onizuka, il padre capisce e ammette pubblicamente di essere un uomo con una bella carriera, ma infelice e che non torna a casa quasi mai solo per paura che sua figlia lo giudichi. Finalmente l'uomo riscoprirà l'amore paterno, decidendo di doversi assumere ogni responsabilità e dichiara alla figlia di volerle bene, per poi cercare di spararsi con una pistola lanciatagli da Onizuka stesso. Miyabi chiede al padre di perdonarla per non aver mai voluto parlare con lui e, quando l'uomo preme il grilletto, si scopre che l'arma era scarica. La famiglia distrutta di Miyabi riesce a ritrovare un po' di pace; entrambi i genitori decidono infatti di ritornare insieme, il padre lascia il lavoro in banca, aprendo un nuovo locale, e Miyabi ritrova finalmente l'affetto sia del padre che della madre.

### Nagisa Nagase
Inogashira, 3 aprile 1979

Nagisa è la fidanzata di Ryuji Danma fin dai tempi della scuola (la loro storia è narrata nel prequel di GTO, Shonan Junai Gumi). Nel manga, quando Onizuka è estremamente arrabbiato, e non ha voglia di insegnare alla classe, mette una videocassetta con Nagisa che spiega la lezione agli studenti. Nell'anime fa un'unica apparizione quando Onizuka e Danma discutono in un bar. In Shonan Junai Gumi è invece un personaggio molto presente.
- Doppiatrice giapponese: Kae Araki
- Doppiatrice italiana: Federica De Bortoli